# Geminello Alvi
Geminello Alvi (Ancona, 24 agosto 1955) è un economista e scrittore italiano.

## Biografia
Laureatosi in Economia e Commercio all'università di Ancona nel 1979, con una tesi dal titolo: Gli elementi, la tradizione teorica e l'ambiente economico francese dell'Ottocento, è stato assistente del governatore della Banca d'Italia, Paolo Baffi, presso la Banca dei Regolamenti Internazionali (BRI) di Basilea e ha lavorato come economista per varie banche ed altre istituzioni. È stato tra l'altro membro del Consiglio degli esperti del Ministero dell'Economia e delle Finanze.
È stato editorialista per L'Espresso, il Giornale, il Corriere della Sera, La Repubblica. Nel 1999 ha diretto la rivista bimestrale di economia Surplus (gruppo Espresso).
È stato consigliere di amministrazione dell'Acea, e fa parte del Consiglio scientifico della rivista Limes. È stato anche membro del consiglio scientifico della fondazione Eni, dedicata ad Enrico Mattei.
Nel 2007 firma la prefazione al best seller Falce e carrello dell'imprenditore Bernardo Caprotti. Ha inoltre scritto l'introduzione alla ristampa dell'opera di Fabio Cusin Antistoria d'Italia (Milano, Oscar Mondadori, 2001).

## Opere
- Due scritti eterodossi sulla scienza in economia e la sua storia, Ancona, Università degli studi di Ancona, Dipartimento di Economia, 1985.
- Le seduzioni economiche di Faust, Milano, Adelphi, 1989. ISBN 978-88-459-0681-7
- Dell'estremo Occidente: il secolo americano in Europa: storie economiche 1916-1933, Firenze, M. Nardi, 1993, ISBN 88-7964-009-7.
  - Tradotto in francese: Le siècle américain en Europe, Paris, Grasset, 1995. ISBN 2-246-48211-9.
- Uomini del Novecento, Collana Piccola Biblioteca n.348, Milano, Adelphi, 1995, ISBN 978-88-459-1143-9.
- Il Secolo Americano, Milano, Adelphi, 1996, ISBN 978-88-459-1258-0
- Vite fuori del mondo, Collana Scrittori italiani e stranieri n.44, Milano, Mondadori, 2001, ISBN 88-04-49723-8.
- Ai padri perdóno. Diario di viaggio, Milano, Mondadori 2003, ISBN 978-88-04-51858-7.
- L'anima e l'economia, Milano, Mondadori, 2005, ISBN 88-04-53943-7.
- Una repubblica fondata sulle rendite. Come sono cambiati il lavoro e la ricchezza degli italiani, Milano, Mondadori, 2006, ISBN 88-04-55722-2
- La vanità della spada. Vita e ardimenti dei fratelli Nadi, secondo gli appunti di Miss Lisbeth Maples e gli scritti di loro medesimi, Milano, Mondadori, 2008, ISBN 978-88-04-57363-0
- Il Capitalismo. Verso l'ideale cinese, Venezia, Marsilio, 2011, ISBN 978-88-317-1010-7
- La Confederazione italiana. Diario di vita tripartita, Venezia, Marsilio, 2013, ISBN 978-88-317-1566-9
- Eccentrici, Collana Piccola Biblioteca n.682, Milano, Adelphi, 2015, ISBN 978-88-459-3022-5.
- La necessità degli apocalittici, Collana Biblioteca, Venezia, Marsilio, 2021, ISBN 978-88-297-0907-6